# 希敏約格
希敏約格，Himinbjorg、Hallinskíði。海姆達爾（Heimdall）的居所，也譯作「天衛之宮」，有「天堂之山」（Heavens Mountain）的意思。此宮殿座落在彩虹橋（Bifrost）的盡頭，阿斯嘉特（Asgard）的最南端。海姆達爾在此守衛著阿斯嘉特，直到「諸神的黃昏」（Ragnarok）到來。